# Josephine Wartenberg
Josephine Wartenberg (ur. 13 stycznia 1984 w Berlinie) – niemiecka wioślarka.

## Osiągnięcia
- Mistrzostwa Świata Juniorów – Duisburg 2001 – czwórka podwójna – 1. miejsce[1].
- Mistrzostwa Świata Juniorów – Troki 2002 – czwórka podwójna – 2. miejsce[1].
- Mistrzostwa Świata – Monachium 2007 – ósemka – 5. miejsce[1].
- Mistrzostwa Europy – Poznań 2007 – ósemka – 2. miejsce[1].
- Mistrzostwa Świata – Linz 2008 – czwórka bez sternika – 6. miejsce[1].